# おれはミサイル
『おれはミサイル』は、秋山瑞人の短編SF小説。2003年度星雲賞の日本短編部門受賞作品。一人称で書かれているが、人間は登場しない。『SFマガジン』2002年2月号、5月号に掲載され、2010年にハヤカワ文庫のアンソロジー短編集『ゼロ年代SF傑作選』に、2011年には『戦争×文学 イマジネーションの戦争』（集英社）に収録された。

## 概要
舞台はいずこかの空であるが、判然としない。果てない様な広大な空の、『高々度十七空』と呼称される空域。老朽化した全翼型のミサイル母機である『私』は、数十年前のある作戦で僚機となった『エピオルニス』から、「グランドクラッターを知っているか」と問われるが、『私』は、クラッターがレーダー上の背景雑像であることは熟知していたが、グランド（地上）という概念を理解せず、重力方向の遥か彼方に固体の平面があるという彼の話を信じようとはしなかった。
そして、現在。タンカーから給油とミサイルの補充、そしてFCSのアップデートを受けて後の3日目、単独で飛行中だった『私』は、声を聞いた。「貴様の名前は?」

## 登場キャラクター
私
パーソナルネームは愚鳩（ドードー）。大空を少なくとも数百年飛び続け、滑空巡航と、補給と戦闘を繰り返している。現実的には何とか飛んでいるというだけで、故障や差しさわりの無い箇所など乏しくなり、ロートルを自覚して久しい老朽ミサイル母機である。その一次任務は何があっても生き延びて、随時更新される二次任務を実行し続けること。同型機エピオルニスとの会話まで、地上という概念どころか単語さえ知らなかった。いつかは撃墜されるか、致命的故障により永遠に空を堕ちてゆくだろう事を半ば覚悟している。
あるきっかけから、自らがパイロンにぶら下げているミサイル達と会話をし、彼等と己の存在について思案に暮れることとなる。
ステルス性の高い全翼機であり、4発のプロペラエンジンと、2発のジェットエンジンとを併せ持つ。戦闘時にはステルス性を高めるためにプロペラを折り畳むことが可能。光学センサーによって外部を視認する。ハードポイントを22基持つが、『私』が持つ中で機能するのは17基のみ。その内4基にIRM9 アイスハウンド、11基にRHM14 ピーカブー、残りの2基にセンサーとECMポッドを装備している。
そのFCSは幾度にも渡るアップデートを繰り返す中によって迷宮のごとき状態と化しており、『私』自身ですらその全容を把握できていない。思考回路を持つ主脳の他に、条件反射のみの副脳を複数搭載しており、特に意識して作業を行うことは戦闘時以外は少ないらしい。
01
『私』の1番パイロンに繋留されているIRM9 アイスハウンド、赤外線ホーミングミサイル。名は、IFFの通し番号であるIFF09270-01を意味する。ミサイル達の中の最古参であり、実に75年に渡り発射されないまま繋留されていた。04とは誘導方式の違いから、どちらが優れているかたびたび衝突しているが、望むことは皆変わらず、敵機に命中し、どのように死に様を得るかに尽きる。『私』に地上の話や、かつて航空機にはランディングギアが存在したと聞かせる。
『私』と意思の疎通が可能であることを知るや、何故、今まで自分を発射してくれなかったのかとクレームをつけ、機会があれば最初に発射すると『私』に約束を取り付ける。
04
RHM14 ピーカブー、レーダーホーミングミサイル。IFF09271-04。01等アイスハウンドより長射程のミサイル。01の事を「オツムのぬくい野郎」と揶揄する。04等ピーカブーは、必中のレーダーホーミングの死神『FOX3』を崇拝している。
エピオルニス
『私』の同型機。「振り子時計」作戦で『私』とエレメントを組んだ。過去にさらに古い老朽機の仲間達からグランドクラッターや、地上の噂話を聞いていた。燃料の尽きたミサイルや、自分達が果てしなく落下するとしても、終わりがあるのではないかと考えていた。
タンカー
『私』が接触した空中給油機。棒きれのような双胴の胴体に長大な主翼を持ち、8基のプロペラエンジンを装備している。燃料の他にミサイル等の補給も可能。メンテナンス用の六脚型ロボットを搭載しており、よほど暇だったのか『私』の給油作業中に主翼の修理を行っていた。
『私』が見た給油機の中でも一、二を争うポンコツであり、『私』は自分とのランデブーが最後の高高度任務になるのでは無いかと推測していた。
セラエンジェル
『私』の敵側の陣営に所属する戦闘機。セラエンジェルという名称は『私』側の陣営が付けたコードネームらしい。『私』曰く旧世代機である。ミサイル母機に過ぎない『私』と違い、ドッグファイトを考慮してかミサイルのほかに航空機関砲を装備している。また、『私』側の陣営が「ガーベッジ」というコードネームを付けたレーダーシステムを搭載している。
劇中では一機のセラエンジェルが執拗に『私』を追い続け、ついには撃墜寸前まで追い詰める。
この他「ダンシングシミター」というコードネームを持つ戦闘機も存在する。

## 収録
- 『ゼロ年代SF傑作選』（ハヤカワ文庫 JA エ 2-1）　ISBN 4150309868
- 『戦争×文学 イマジネーションの戦争』（集英社）　ISBN 978-4-08-157005-8